# Світличний Сергій Вікторович
Сергій Вікторович Світличний (нар. 13 липня 1994) — український легкоатлет, який спеціалізується на спортивній ходьбі.
На внутрішніх змаганнях представляє Сумську область.
Тренується у Олексія та Людмили Шелестів.

## Спортивні досягнення
Посів 28-е місце у ходьбі на 20 кілометрів на чемпіонаті світу (2023).
Посів 22-е місце у марафонській естафетній ходьбі на командному чемпіонаті світу з ходьби (2024).
Двічі брав участь у змаганнях з ходьби на 20 кілометрів на чемпіонатах Європи — був 17-м у 2024 та 22-м у 2022.
Тричі брав участь у командних чемпіонатах Європи з ходьби — був 12-м на дистанції 35 кілометрів у 2025, 15-м на дистанції 20 кілометрів у 2023 та 19-м на юніорській дистанції 10 кілометрів у 2013.
Чемпіон України з ходьби на 20 кілометрів (2023).
Чемпіон України в приміщенні з ходьби на 5000 метрів (2025).
Рекордсмен України з шосейної спортивної ходьби на 35 кілометрів — 2:30.00 (2025).